# Copa LP Chile 2023
Il Copa LP Chile 2023, chiamato anche LP Open by IND per motivi di sponsorizzazione, è un torneo femminile di tennis giocato sui campi in terra rossa. È la 6ª edizione del torneo, facente parte della categoria WTA 125 nell'ambito del WTA Challenger Tour 2023. Si gioca all' Hacienda Chicureo di Colina in Cile dal 13 al 19 novembre 2023.

## Partecipanti al singolare

### Teste di serie
| Nazionalità | Giocatrice        | Ranking* | Testa di serie |
| ----------- | ----------------- | -------- | -------------- |
| Egitto      | Mayar Sherif      | 49       | 1              |
|             | Diana Šnaider     | 60       | 2              |
| Argentina   | Nadia Podoroska   | 78       | 3              |
| Italia      | Sara Errani       | 101      | 4              |
| Francia     | Diane Parry       | 105      | 5              |
| Ungheria    | Anna Bondár       | 114      | 6              |
| Stati Uniti | Elizabeth Mandlik | 127      | 7              |
| Francia     | Léolia Jeanjean   | 128      | 8              |

* Ranking al 6 novembre 2023.

### Altre partecipanti
Le seguenti giocatrici hanno ricevuto una wild card per il tabellone principale:
- Fernanda Labraña
- Guillermina Naya
- Lucciana Pérez Alarcón
- Daniela Seguel
- Mayar Sherif

Le seguenti giocatrici sono passate dalle qualificazioni:
- Amina Anšba
- Ekaterine Gorgodze
- Sada Nahimana
- Conny Perrin

### Ritiri
Prima del torneo
- Emiliana Arango → sostituita da  Guillermina Naya
- Maja Chwalińska → sostituita da  Carolina Alves
- Iryna Šymanovič → sostituita da  Miriam Bulgaru
- Marija Timofeeva → sostituita da  İpek Öz
- Renata Zarazúa → sostituita da  Solana Sierra

## Partecipanti al doppio

### Teste di serie
| Nazione   | Giocatrice   | Nazione     | Giocatrice    | Rank1 | Teste di serie |
| --------- | ------------ | ----------- | ------------- | ----- | -------------- |
|           | Amina Anšba  | Ungheria    | Panna Udvardy | 256   | 1              |
| Venezuela | Andrea Gámiz | Paesi Bassi | Eva Vedder    | 271   | 2              |
| Germania  | Julia Lohoff | Svizzera    | Conny Perrin  | 279   | 3              |
| Italia    | Sara Errani  | Egitto      | Mayar Sherif  | 284   | 4              |

* Ranking al 6 novembre 2023.

### Altre partecipanti
La seguente coppia di giocatrici ha ricevuto una wild card per il tabellone principale:
- Paloma Goldsmith Weinreich /  Antonia Vergara Rivera

## Campionesse

### Singolare
Sára Bejlek ha sconfitto in finale  Diane Parry con il punteggio di 6-2, 6-1.

### Doppio
Julia Lohoff /  Conny Perrin hanno sconfitto in finale  Lucciana Pérez Alarcón /  Daniela Seguel con il punteggio di 7-6(4), 6-2.